# Tarnai Tibor
Tarnai Tibor (Hatvan, 1943. szeptember 28. –) Széchenyi-díjas magyar építőmérnök, alkalmazott matematikus, egyetemi tanár, a Magyar Tudományos Akadémia rendes tagja. Kutatási területe a szerkezeti mechanika, ezen belül a stabilitáselmélet. Számos publikációját Gáspár Zsolttal közösen írta.

## Életpályája
1961-ben érettségizett a hatvani Bajza József Gimnáziumban, majd felvették az Építőipari és Közlekedési Műszaki Egyetemre (ma a Budapesti Műszaki és Gazdaságtudományi Egyetem része), ahol kitüntetéses mérnöki diplomát szerzett 1966-ban. 1967 és 1973 között munka mellett elvégezte az Eötvös Loránd Tudományegyetem alkalmazott matematika szakát. 1977-ben védte meg műszaki doktori disszertációját.
Mérnöki diplomájának megszerzése után a Földalatti Vasút Vállalatnál kapott állást, a Baross téri aluljáró építésén műszaki ellenőrként dolgozott. 1970 és 1972 között a Budapesti Várostervezési Irodánál (Buváti), majd 1972-től a Szegedi Tervező Vállalatnál dolgozott statikus tervezőként. Kiemelkedett itteni munkái közül az erfurti Rieth Strasse Sportcsarnok tervezése. 1975-től 1978-ig a Budapesti Műszaki Egyetem aspiránsa volt. Ezután figyelme az elméleti munkára összpontosult. 1978-tól 1991-ig az Építéstudományi Intézet tudományos főmunkatársa, majd 1993-ig az MTA Műszaki Mechanikai Tanszéki Kutatócsoport tudományos tanácsadója volt. 1992-ben címzetes egyetemi tanári, 1993-ban a BME Építőmérnöki Karának mechanika tanszékén kapott egyetemi tanári kinevezést. 1997 és 2000 között Széchenyi professzori ösztöndíjjal kutatott. 1978-ban a Cambridge-i Egyetem ösztöndíjasa volt. Emellett számos külföldi egyetemen kutatott: Cornell Egyetem és Stanford Egyetem (USA, 1986), Cambridge (1990), Exeteri Egyetem (1993), Tokió (1994), Kiotó (1997, 2001), Oxford (2004), Zhejiang Egyetem (Kína, 2005).
1980-ban védte meg a műszaki tudományok kandidátusi, 1991-ben akadémiai doktori értekezését. Az MTA Műszaki Mechanikai Bizottságának, illetve később az Elméleti és Alkalmazott Mechanikai Bizottságnak lett tagja. 1995-ben a Magyar Tudományos Akadémia levelező, 2001-ben pedig rendes tagjává választották. 1992 és 1995 között a Tudományos Minősítő Bizottság, majd 2000-ig a Doktori Tanács építési, építészeti és közlekedéstudományi szakbizottságának tagja volt. Az International Journal of Space Structures, az International Journal of Structural Stability and Dynamics és a Journal of Mechanics of Materials and Structures című tudományos szakfolyóiratok szerkesztőbizottságába is bekerült.

## Munkássága
Fő kutatási területei a szerkezeti topológia, a diszkrét geometria, az elhelyezési és fedési problémák, a biológiai és kémiai problémák geometriai-mechanikai vizsgálata, a térbeli rácsos szerkezetek, valamint a szerkezeti stabilitáselmélet.
Jelentős eredménye a geodetikus kupolák számára kialakított optimális hálózat konstruálása, valamint megállapította a többletmegtámasztás stabilitáscsökkentő (destabilizáló) hatásának feltételeit. Emellett sikerült általánosítania a szerkezeti stabilitáselmélet összegzési tételeit. Gáspár Zsolttal közösen úgynevezett „melegítési” és „hűtési” algoritmust készítettek, amelyek a lokálisan optimális körelhelyezések és fedések előállítására szolgálnak. Ennek segítségével sikerült több új körelrendezést a gömbön konstruálni. A kinematikailag határozatlan szerkezeteknél a kompatibilitás elágazásának elvi alapjait vetette meg.
Több mint százkilencven tudományos publikáció szerzője vagy társszerzője, ebből három könyv és három könyvfejezet.

## Díjai, elismerései
- Akadémiai Díj (1988)
- School of Architecture Kyoto University Emlékérme (1997)
- Széchenyi-díj (Gáspár Zsolttal megosztva, 2002)
- Tsuboi Award of the International Association for Shells and Spatial Structures (2002),
- Pioneers Award of University of Surrey, UK (2002)
- A Magyar Érdemrend középkeresztje (2014)

## Főbb publikációi
- Spherical Grids of Triangular Network (1971)
- Síkbeli rácsos tartók stabilitása. Párhuzamos övű tartók kifordulása. (1976)
- Rúdszerkezet lokális stabilitásának vizsgálata operátornyalábokkal. Nyitott keresztmetszetű vékonyfalú rudak kifordulása (1979)
- Existence and Uniqueness Criteria of the Membrane State of Shells (1980, 1981, 1983)
- A Movable Pair of Tetrahedra (társszerző, 1989)
- Kinematikailag határozatlan szerkezetek és szerkezeti topológia (1990)
- Covering a Sphere by Equal Circles, and the Rigidity of its Graph (Gáspár Zsolttal, 1991)
- A mérnöki stabilitáselmélet különleges problémái (1991)
- Pentagon Packing Models for „All-Pentamer” Virus Structures (társszerző, 1995)
- A szerkezeti mechanika és a társtudományok (1996)
- Hajtogatott szerkezetek (2002)
- Szerkezetek indifferens egyensúlyi állapotban (2002)
- Zero Stiffness Elastic Structures (2003)

## További irodalom
- A Hatvani Bajza József Gimnázium öregdiákjainak aranykönyve (Ady Endre Városi Könyvtár 1986, ISBN 963-01-7772-2)
- Hatvani Kalendárium (Biztatás Társadalomfejlesztési és Kulturális Alapítvány 2003 ISSN 1419-5763)
- Hatvani Arcképcsarnok, (Hatvan Város Polgármesteri Hivatala, 2007 ISBN 963-06-0851-0)